# Adam Gubrynowicz
Adam Ludwik Gubrynowicz vel Baron Adam Ludwig von Gubry-Gubrynowicz de Mengen (ur. 22 grudnia 1906 we Lwowie, zm. 25 lutego 2000 w Montrealu) – polski ziemianin, dyplomata, działacz społeczny.

## Życiorys

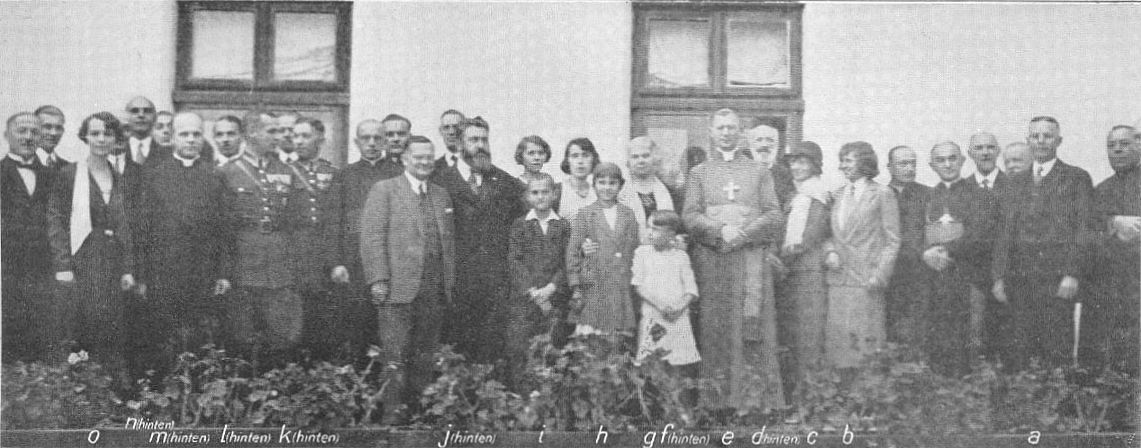
Uczestnicy uroczystości poświęcenia kościoła Matki Bożej Nieustającej Pomocy w Załużu 11 października 1931. Adam Gubrynowicz oznaczony m)

Urodził się w 1906 w bogatej rodzinie księgarzy lwowskich. Był wnukiem Władysława, synem Bronisława i Heleny z Löwentalów (1884–1944). Miał siostrę Janinę Helenę Teklę (ur. 1910, po raz pierwszy zamężna z Michałem Kazimierzem Sobańskim, po drugim mężu Bednorz).
Ukończył prawo na Wydziale Prawa Uniwersytetu Jana Kazimierza we Lwowie oraz London School of Economics. W 1929 roku podjął pracę w polskiej służbie zagranicznej. Był attaché honorowym poselstwa Rzeczypospolitej Polskiej w Wiedniu, następnie do 1939 w tym samym charakterze w szwajcarskim Bernie oraz ambasady RP w Rzymie. W latach 30. zbliżył się do sanacji. 25 lipca 1934 został sekretarzem zarządu Towarzystwa Przyjaciół Ziemi Sanockiej (prezesem był Bolesław Skwarczyński). W tym czasie przekazał na rzecz utworzonego Muzeum Ziemi Sanockiej w Sanoku 70 polskich medali pamiątkowych.  Od 1928 do 1939 był kolatorem obu zagórskich świątyń: kościoła oraz cerkwi. W 1939 ufundował witraże dla kościoła w Starym Zagórzu. Przed 1939 został współwłaścicielem dziennika „Kurier Warszawski” i członkiem komisji rewizyjnej tegoż.
W okresie II wojny światowej przebywał kolejno we Francji, Jugosławii oraz na Węgrzech, gdzie pracował jako urzędnik i robotnik leśny.
Po powrocie do Polski od 1945 roku pełnił obowiązki, a następnie został Dyrektorem Protokołu Dyplomatycznego w komunistycznym Tymczasowym Rządzie Jedności Narodowej. Na polecenie ministra Wincentego Rzymowskiego opracował nowy ceremoniał dyplomatyczny. W Ministerstwie Spraw Zagranicznych był również odpowiedzialny za wydawanie paszportów i wiz.
W 1949 roku uciekł do Berna, skąd miał wysłać pismo rezygnacyjne do MSZ i zwrócić się do władz amerykańskich o udzielenie mu azylu politycznego. Początkowo mieszkał w Wielkiej Brytanii, następnie wyemigrował do Australii. W latach 50. pełnił w funkcję sekretarza Akcji Katolickiej (National Catholic Rural Movement) w Melbourne.
Zmarł 25 lutego 2000 roku w Royal Victoria Hospital w Montrealu. Pogrzeb odbył się cztery dni później w miejscowej bazylice katedralnej Matki Bożej Królowej Świata.
Był autorem publikacji pt. Baronowie z Gubr Gubrynowicze de Mengen herbu własnego. Szkic genealogiczny z 1932.
31 marca 1932 poślubił w Wiedniu baronównę Fryderykę Henrietę Marię Gabrielę von Salis Samaden.

## Ordery i odznaczenia
- Krzyż Oficerski Orderu Odrodzenia Polski (19 lipca 1946)[17]
- Krzyż Komandorski Orderu Lwa Białego (Czechosłowacja, zezwolenie na przyjęcie i noszenie z 14 marca 1947)[18]